# Eg (materiale)
Egens ved benyttes blandt andet som bygningstømmer, til skibsbygning (f.eks. Skuldelev 2, Osebergskibet og Koldingkoggen) og som bærende underlag for malerier. Eksempelvis er en del kirkeinventar, f.eks. Den Mecklenburgske Anetavle, udført af eg. Desuden er hovedparten af de nordeuropæiske altertavler og staffelimalerier udført på egetavler. Eg bruges endvidere til møbler, men også til husgeråd, ligesom fade til bourbon-whisky fremstilles af eg.
Barken af Kork-Eg benyttes til kork.
I Danmark skoves hovedsageligt Stilk-Eg (Quercus robur), men også noget Vinter-Eg (Quercus petraea). Stilk-Egens ved er mest egnet til byggeri, da det generelt giver pæne, lige og ranke træstammer og har færre frostsprængninger.

## Egenskaber
Ved fra eg er tungt, hårdt, slidstærkt og holdbart. Det indeholder fra naturens side garvesyre, som gør træet modstandsdygtigt overfor svamp og insektangreb. Veddet har en lukket struktur, så vand ikke kan trænge ind i træets hulrum - og derved ødelægge det. Det arbejder ikke særlig meget, hvilket gør det egent til bygningskonstruktioner. Disse egenskaber gør egetræ til en af de mere holdbare europæiske træsorter.
Eg har tendens til vanris (små sidegrene på træstammen). Områder med megen vanris kaldes fugleøjeved og kan bruges til ornamentik, men er ikke egnet som byggemateriale.
Kerneveddet er gråbrunt og årringene er tydelige i både tværsnit og længdesnit. Egetræ har spejl, hvilket ses i et pudset bræt af egetræ, skåret i længdesnit. Spejlet er marvstrålerne, og spejlskåret ved er planker, der er udskåret langs med marvstrålerne, dvs. radiært.
Nyt egetræ er lyst, lidt gulbrunt med tydelige årringe. Egetræ er rigt på garvesyre, som i forbindelse med luftens indhold af ammoniak omdannes til et brunligt farvestof, hvorfor gammelt egetræ som regel bliver mørkebrunt. Det er indholdet af garvesyre, som beskytter egetræet mod borende insekter. Men efterhånden som garvesyren omdannes mister træet denne modstandskraft.

## Historie
I Norden kender man til forarbejdning af egetræ til blandt andet tømmer og planker fra det første årtusind før vor tidsregning (f.eks. Dobat, 2013 ). I løbet af middelalderen blev forbruget af egetræ til hus- og skibsbygning så omfattende, at teknikken til forarbejdning af træet gradvis ændredes, hvilket også ændrede teknikken til fremstilling af bygninger og skibe. Råmaterialet i form af tømmer blev i stigende grad importeret fra udlandet.
Før man benyttede lærred som bærende underlag for et maleri, benyttede kunstnerne i Nordeuropa en bred vifte af træsorter: fyr, gran, lind og bøg (Heydenreich, 2007). På baggrund af bevarede malerier på træ og dendrokronologiske undersøgelser kan vi se, at i Nordeuropa var det mest eftertragtede bærende underlag for tavlemalerier baltisk eg (Fletcher og Cholmondeley Tapper, 1983; Eckstein et al, 1986; Peres 1988; Wadum, 1998; Klein, 2003). Europæisk eg (Quercus robur) fra Østersøområdet er et tæt og ligeåret træ med større modstand mod vridning end eg dyrket i Flandern eller England, eller andre lokale træsorter (f.eks. valnød, bøg, fyr, gran eller lind). De såkaldte wagenschot (engelsk: wainscot boards) kunne give en stabil overflade for malerier, dekorative eller strukturelle arbejder. Netop disse egenskaber af wainscot blev værdsat af malere og snedkere, der fra det trettende århundrede indtil slutningen af Trediveårskrigen (1618-1648) havde stor tillid til levering af baltiske egeplanker og tømmer (Klein, 1989).
På baggrund af undersøgelser af altre og malerier i mange europæiske kirker og malerisamlinger, samt arkivundersøgelser, har det været muligt at beregne længden og tykkelsen af de importerede baltiske planker. Således kender vi til Coninbergh tienvoethout, som er ti fod lange planker fra Königsberg (nuværende Kaliningrad), der har målt ± 280 cm. De længste planker på markedet i det 15. til 17. århundrede var på 12 fod, ± 340 cm, som eksporteredes fra en af de væsentligste baltiske eksporthavne Gdansk (Tyers, 2008). Planker af denne størrelse blev blandt andet benyttet af Peter Paul Rubens (1577-1640) til hans Elevation of the Cross (Korset rejses) i katedralen i Antwerpen (Verougstraete og Van Schoute, 1989). Mange af Rubens olieskitser til større værker udførtes på små egetavler, blandt andre Kristus på vejen til Golgata. Korsbæringen, ca. 1634 Arkiveret 30. oktober 2014 hos  Wayback Machine og den store Medici-serie.
Siden begyndende af det tolvte århundrede organiserede købmænd fra de nordtyske og baltiske byer sig i Hanseforbundet. Fra det fjortende århundrede havde medlemmerne fra Lübeck-afdelingen af Hanseforbundet - fra Reval, Riga, Danzig, Stettin, Rostock og Lübeck - monopol på eksport af baltisk træ og disses biprodukter (aske, tjære og beg) fra de store skove i Rusland, Polen og Livland (Dollinger 1970: 4; Postan, 1987: 273-4).

## Udplantningen efter 1801
Mens andre byggematerialer efterhånden vandt indpas i bygninger, forblev eg det mest brugte materiale til skibsbygning indtil metal gradvis vandt indpas i 1800-tallet. I Danmark opstod der akut mangel på egetræ til skibsbygning efter at den danske flåde blev sænket ved slaget på Reden i 1801. Tabet af flåden var en katastrofe. En genopbygning ville kræve omkring 90.000 fuldvoksne ege. Så mange fandtes der ikke. Før englandskrigene regnede man med en årlig hugst på omkring 5.000 ege til nybyggeri og vedligehold af flåden, men selv det kvantum var svært at fremskaffe. Det udstrakte skibsbyggeri i den forudgående handelsperiode havde tyndet skovene ud. Priserne på egnet træ var skyhøje, og i 1801 stod man på bar bund. Allerede tre dage efter tabet af flåden forbød man udførsel af egetræ fra Danmark-Norge, og en uge senere forbød man al handel med "noget til skibstømmer tjeneligt egetræ, hvad enten det står på roden eller er skovet". Man forbød også brug af egetræ til ligkister, "til hvilket lig det end måtte være". Derefter begyndte man at udplante 90.000 nye egetræer, der først efter omkring 150 år – en gang i 1970’erne - ville egne sig til opbygning af en flåde som den, der gik tabt. 
Især var det vanskeligt at skaffe tilstrækkeligt krumtømmer, som typisk anvendtes til spanter, knæ og bundstokke i skibene. Kunstig krumning af egene kan gøres ved at beskære toppen på et ungt træ, så stammens vækst fortsætter gennem en kraftig sidegren, eller træet bøjes med vægte eller tove. Et indsnit i stammen giver krumningen ønsket vinkel. Naturligt krummet eg forekommer, hvor egen vokser i skygge og søger ud mod lys; og da naturligt krumtømmer er stærkere end kunstigt krummet, blev det også foretrukket. Andre træarter blev vurderet af Landhusholdningsselskabet, og lærketræ anbefalet; også fordi lærk ikke splintres så let for kugler som eg. Både den engelske og franske flåde benyttede lærk til skibsmaster, samt indre og ydre beklædning. I årene efter flådens ran såede man derfor i Danmark en del lærk, der kun behøvede halvt så lang tid som egen til at vokse sig stort. 

## Materialebearbejdning
I den tidlige middelalder forarbejdes fældede egetræsstammer til mindre dele med en økse. Typisk blev stammen flækket på langs og derefter forarbejdet med økse til træplanker af passende tykkelse eller til mindre emner, såsom lister (Granlund, 1982 ). Plankernes bredde afhang af, hvad de skulle bruges til, men der var mulighed for at tildanne to planker som var næsten så brede som egetræsstammens diameter. Var der brug for smallere planker kunne det gøres med økse eller andre skærende værktøjer (f.eks. høvl) (Goodmann, 1964). I Nordeuropa blev der efterhånden mangel på egetræ, efterhånden som han gennem århundreder havde fældet det meste til hus- og skibsbygning samt til andre formål som for eksempel møbler. Manglen på egetræ forsøgte man at imødegå ved dels at begynde at importere træ fra udlandet, og dels forsøgte man at få mere ud af den enkelte træstamme ved at begynde at benytte sav til opskæring af træ til planker eller brædder.

### Træ til maleri
En alterbordsforside (nu på Nationalmuseet) fra Løgumkloster Kirke er udført i planker, rammeværk, lister og andre udskårne elementer af eg. Det meste af alterbordsforsiden udgøres af to ca. 5 cm tykke egetræsplanker, hver knap 50 cm brede og ca. 2,50 m lange. På bagsiden af alterbordsforsiden kan man se egetræet og forarbejdningsspor fra fremstillingen af tavlen. I modsætning til tidligere i middelalderen er egetræet ikke kløvet ud af en træstamme men savet ud - dette kan ses på en lang række næsten parallelle og næsten lodrette spor fra savklingen, som har været brugt til udskæringen (se foto), og efterfølgende er tilbageværende ujævnheder i træets overflade blevet fjernet med et andet skærende værktøj, måske en høvl. I dette skærende værktøj har der været et hak, og dette hak har efterladt et spor (en lille forhøjning) i træoverfladen. Forsiden af træplankerne, som senere er blevet bemalet, er tildannet på samme måde, men man har været endnu mere omhyggelig med at rette ujævnheder til, så træoverpladen på forsiden har været helt glat før de næste trin, grundering, bemaling og andre udsmykningsteknikker kunne igangsættes (Scharff, 1986).
Når egeplankerne ankom til de nordeuropæiske havnebyer blev tømmeret stablet for lagring. I det 15- og 16- århundrede var lagringstiden ca. 4-6 år, i det 17. århundrede kun to år. Det skyldtes dels at man benyttede stadig tyndere planker til malerierne, dels knapheden på råmateriale. De kløvede planker blev bearbejdet af forskellige faggrupper afhængigt af formålet med deres opgaver: Nogle snedkere var således specialiserede i at fremstille kasser til alterskabe, andre til fremstilling af alterfløjene. Senere, da altrene efter Reformationen ikke længere var i stor efterspørgsel, opstod en ny specialisme inden for snedkerhåndværket, tavlemagere (nl = tafereelmakers/paneelmakers). Disse etablerede i Antwerpen i 1617 præcise gildes-forordninger, der minutiøs beskrev hvorledes en maleritavle af egetræ skulle fremstilles (Van Damme 1990) Her besluttedes blandt andet, at alle egetavler skulle underkastes kontrol, før de måtte grunderes og/eller sælges videre til malerne (Wadum 1993). Tavlemakerne skulle således stemple hver enkelt tavle med deres personlige monogram (se foto) eller husmærke, hvorefter det efter kvalitetsgodkendelsen ville få brændt Antwerpens byvåben ind i træet. Vi kender således monogrammer eller mærker fra en lang række tavlemagere fra begyndelsen af det 17. århundrede i Antwerpen, samt hvorledes deres tavler eksporteredes til både de nordlige Nederlande (ca. det nuværende Holland) og mod syd til Paris, hvor malerne i første halvdel af det 17. århundrede kunne erhverve egetavler for deres malerier (Wadum 1998).

### Træ til byggeri
Den traditionelle bygningstype bulhuset som var almindelig i Danmark fra middelalderen ind i renæssancen er konstrueret med bulstolper i eg og ofte også bulfjæle i eg. I Danmark blev bygningen af bulhuse forbudt i omgange allerede fra år 1400, da der opstod mangel på egetræ, som var en vigtig ressource i opbygningen og vedligehold af flåden (flådeeg).
Som et resultat af manglen på træ gik man mange steder over til at bygge huse i bindingsværk, hvor trærammerne også ofte er af eg, men ligeledes kan være af fyrretræ. For at eg skal kunne bruges til bindingsværksrammer skal det være lagret i mindst to år. Tømmeret nedtørres forsigtigt for at undgå sprækker. Udtørringen gør træet mindre tilbøjeligt til at danne sprækker og vrid efter konstruktion. Unge hurtigvoksende træer har ofte store indre spændinger og ikke egnet til bindingsværk.
Egetræ bruges traditionelt som gulvmateriale i både plankegulve og egetræsparket. Et smukt eksempel på parket af moseeg kan ses på Århus Rådhus. Egetræ har også været brugt til vægpaneler og vægfast inventar.
Egetræ er meget brugt i snedkerarbejde. Et kendt eksempel på et møbel som produceres i eg er Y-stolen af Hans J. Wegner.

## Galleri
- Sherry lagrer i egefade
- Tværsnit af stamme af Kork-Eg, Quercus suber
- Savspor på bagsiden af alterbordsforside (af eg) fra Løgumkloster
- Monogram af tavlemageren Ambrosius Engelandt AE), 1630, samt Antwerpens byvåben.
- Trappe i rådhushallen, Aarhus Rådhus; parketgulvet er i moseeg
- Hans Wegners Y-stol i eg

## Eksterne links
- Wikimedia Commons har flere filer relateret til Eg (materiale)